# Hegelhaus

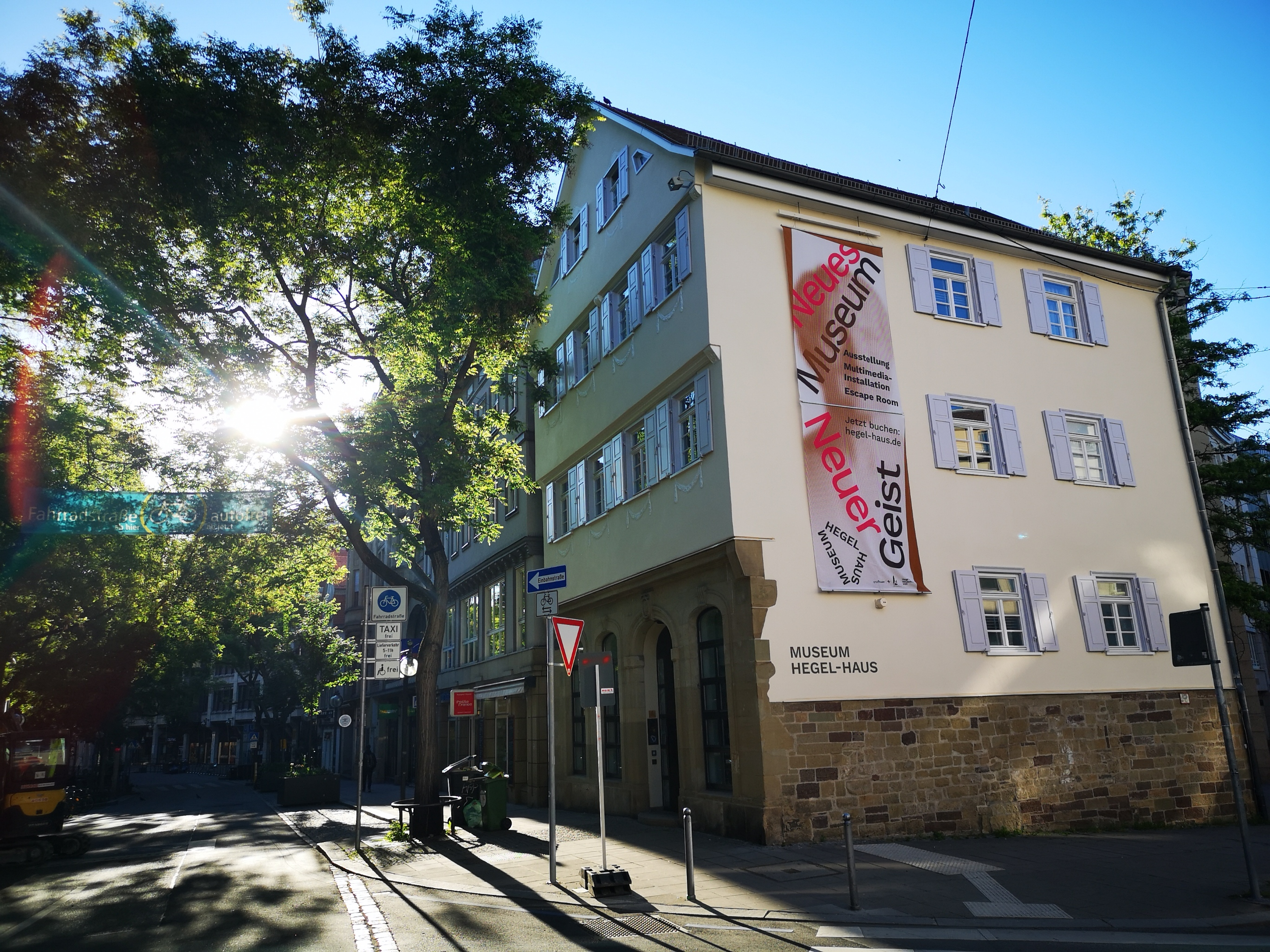
Hegelhaus, Eberhardstraße 53, Stuttgart-Mitte

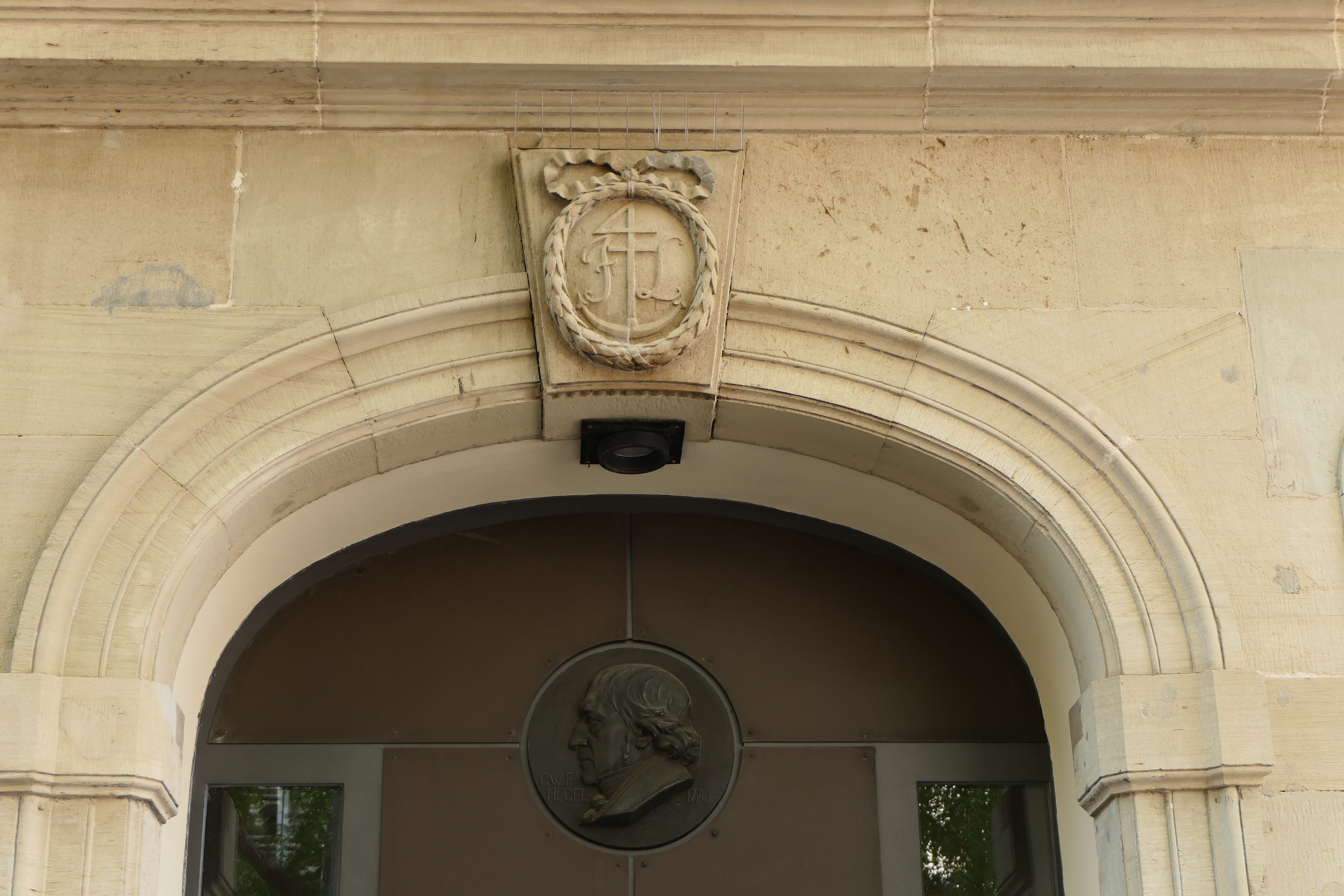
Hegel-Portrait am Hegelhaus

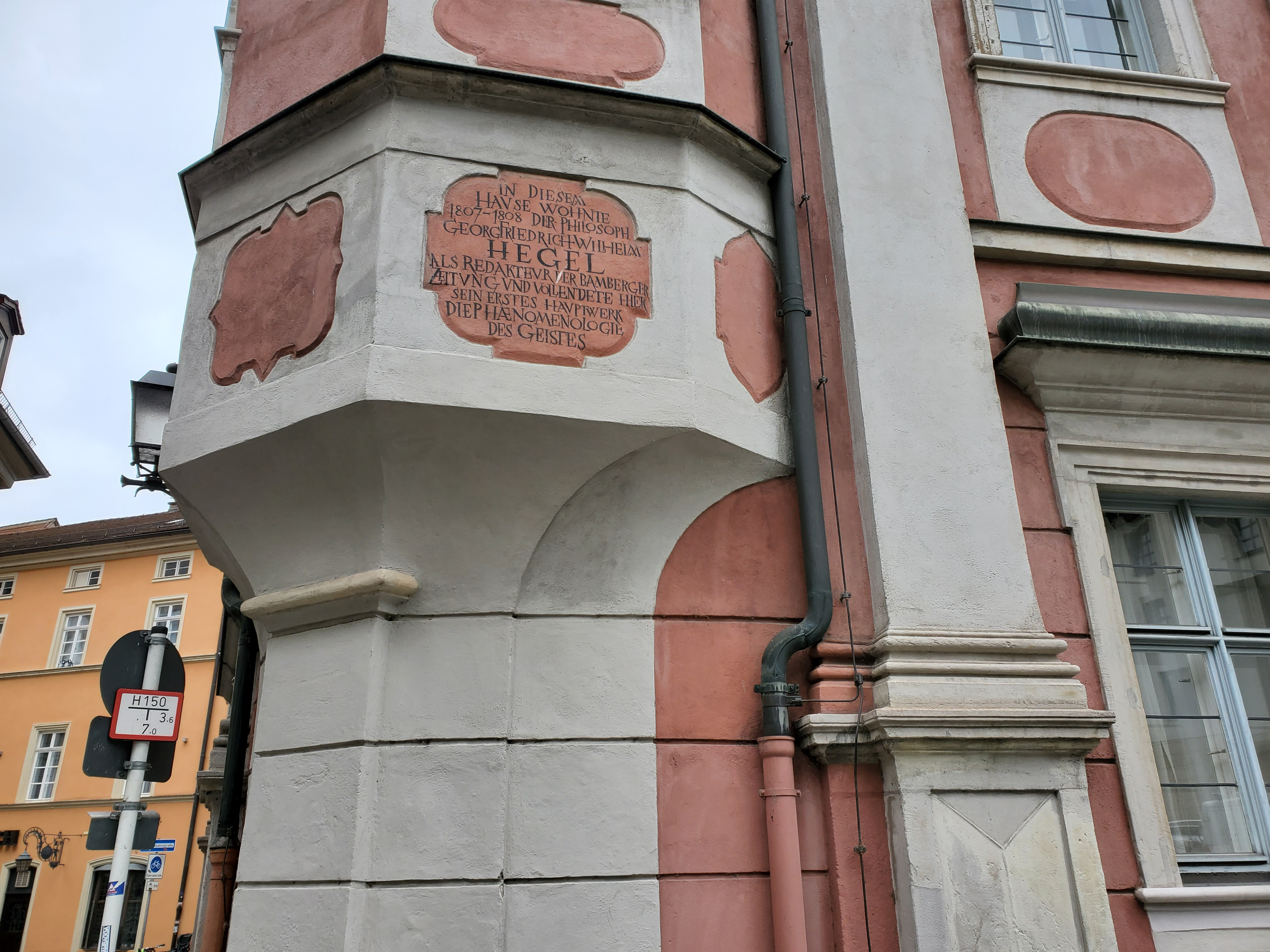
Hegel Haus, Pfahlplätzchen 1, 96049 Bamberg

Das Museum Hegel-Haus ist das Geburtshaus des Philosophen Georg Wilhelm Friedrich Hegel in Stuttgart. In diesem Haus wurde 1770 der Philosoph Georg Wilhelm Friedrich Hegel geboren. Er lebte 18 Jahre in Stuttgart und starb 1831 in Berlin. Das Haus in der Eberhardstraße 53 stammt aus dem 16. Jahrhundert.
Seit 1991 wird das Haus als Museum genutzt und widmet sich dem Leben und Wirken Hegels. 2019 wurde das Museum für Umbauarbeiten vorübergehend geschlossen und am 27. August 2020 anlässlich des 250. Geburtstages Hegels neu eröffnet. Das Hegel-Haus ist Teil der Museumsfamilie des Stadtmuseums Stuttgart.
Die seit der Museumsgründung 1991 gezeigte Dauerausstellung wurde grundlegend überarbeitet und zeigt auf drei Stockwerken neben einer multimedialen Rauminstallation verschiedene Originalobjekte, wie Hegels berühmtes Barrett oder sein Stammbuch. Außerdem gibt es interaktive Stationen und eine kleine Bibliothek. 
Die Installation im Erdgeschoss bildet den rund 18-minütigen Auftakt des Besuchs. Mittels Projektionen und 3D-Technik werden die Besucher in Hegels Biografie und Philosophie eingeführt sowie das Stuttgart des 18. Jahrhunderts, als Hegel in der heutigen Landeshauptstadt zur Schule ging, simuliert. Die beiden Schauspieler Walter Sittler und Nina Siewert führen virtuell durch die Installation.
Die Dauerausstellung im ersten und zweiten Obergeschoss beschäftigt sich mit der Person Hegel und seinem umfangreichen Schaffen. Neben den verschiedenen Lebensstationen von der Schulzeit bis zum Professor an der Berliner Universität, soll den Besuchern Hegels Werk und dessen Wirkungskraft auf die nachfolgenden Generationen von Denkern und auf die Philosophiegeschichte nähergebracht werden. Die Dauerausstellung wird dreisprachig angeboten (deutsch, englisch, chinesisch).
Für ein Museum außergewöhnlich ist der Escape Room im 2. OG. Wie in einem Escape Room üblich, müssen auch in diesem die Besucher verschiedene Aufgaben lösen und dafür die eine oder andere philosophische Idee Hegels anwenden. Auf diese Art und Weise erfährt man noch mehr über Hegels Gesamtwerk.
Das Hegel-Haus bietet außerdem diverse Vermittlungsangebote an. Gruppenführungen mit den Titeln „Hegels Leben und Werk“ sowie „Philosophie und Hegels Denken“ können auf Wunsch gebucht werden. Zusätzlich findet an ausgewählten Samstagen die Veranstaltung „Kinderphilosophie“ statt, bei der Kinder auf spielerische Art und Weise philosophisches Denken erlernen.
Als „Hegel Haus“ wird auch das Haus in Bamberg bezeichnet, in dem Georg Wilhelm Friedrich Hegel 1807 und 1808 als Autor der Bamberger Zeitung arbeitete und lebte. 